# 利安·克雷格
利安·克雷格（英語：Liam Craig；1986年12月27日—）是一名已退役蘇格蘭足球運動員，在場上的位置是中場，其職業足球生涯都在蘇格蘭度過。

## 球員生涯
克雷格在伊普斯威奇學習踢球，由於未能進入一隊，他在2006年1月轉投蘇格蘭的法尔科克。
2007年12月，他被外借到圣庄士东一個月，在首戰對利文斯顿的比賽中取得進球，之後他的外借被延長到季末，雙方在2008年7月正式簽約轉會。轉會法庭裁決圣庄士东需要支付法尔科克£25,000培訓費，如果球隊晉級至蘇超則另加£12,000，將來賣出克雷格的收入的25%亦需支付給福爾柯克。他在效力圣庄士东期間，共上場超過200次。他效力球隊最後一場比賽時取得進球，該進球使球隊取得蘇格蘭足球超級聯賽第三名，並獲得來季歐霸盃參賽資格。
2013年1月，克雷格與希伯尼安預先簽下合約，在夏天才正式轉投。他在效力希伯尼安的首場比賽便打進一球，使球隊以2-1擊敗基马诺克。9月24日，他完成職業生涯首次帽子戲法，在蘇格蘭聯賽盃對斯特蘭拉爾的比賽打進3球。2013年11月，球隊新教練任命他為隊長。2014年1月2日，他在愛丁堡德比對哈茨比賽中主射點球，使球隊以2-1取勝。2014/15球季結束後，球隊未能取得晉級至蘇超的資格，克雷格沒有獲得新合約而離隊。
2015年7月，克雷格回到圣庄士东簽下一年合約。2017年3月27日，他續約兩年，使他留效至2019年夏天。2018年12月29日作客2-0擊敗邓迪，是他在球隊第362次上場，使他成為球隊史上上場次數第2多的球員，排在隊友史蒂文·安德森後面。2020年5月，球會正從2019冠状病毒病疫情中恢復，而他是球隊三名球員中其中一名簽下六個月短期合約的球員。

## 教練生涯
克雷格宣佈在2020/21賽季結束後退役，當時希望能退役後成為圣庄士东的教練團隊。2023年11月，他到阿布羅斯執教，為代理主教練斯图尔特·马尔科姆的助手。2024年1月，他轉到女王公园足球俱乐部出任前圣庄士东主教練卡勒姆·戴维森的副手，直到同年6月離開往希伯尼安成為大衛·格雷的助理主教練。

## 外部連結
- 足球数据库：利安·克雷格的球员统计数据
- ESPN Profile（页面存档备份，存于）